# Liste der Kulturdenkmäler in Halsenbach
In der Liste der Kulturdenkmäler in Halsenbach sind alle Kulturdenkmäler der rheinland-pfälzischen Ortsgemeinde Halsenbach einschließlich der Ortsteile Ehr und Mermicherhof aufgeführt. Im Ortsteil Ehrerheide sind kein Kulturdenkmäler ausgewiesen. Grundlage ist die Denkmalliste des Landes Rheinland-Pfalz (Stand: 27. Oktober 2023).

## Denkmalzonen
| Bezeichnung              | Lage                                | Baujahr | Beschreibung | Bild                           |
| ------------------------ | ----------------------------------- | ------- | --- | ------------------------------ |
| Denkmalzone Hunsrückbahn | östlich von Ehr und Halsenbach Lage | 1906–08 | Teilstück der 1906–08 errichteten Bahnstrecke, eines der steilsten Streckenstücke der Preußischen Staatsbahn; weitere Abschnitte zu Boppard, Emmelshausen und Kratzenburg | weitere Bilder Fotos hochladen |

## Einzeldenkmäler
| Bezeichnung          | Lage                                               | Baujahr         | Beschreibung | Bild                           |
| -------------------- | -------------------------------------------------- | --------------- | --- | ------------------------------ |
| Wohnhaus             | Ehr, Im Hof 3 Lage                                 | 19. Jahrhundert | Fachwerkhaus, teilweise massiv, 19. Jahrhundert, Anbau des 19. Jahrhunderts | Fotos hochladen                |
| Dörther Brücke       | Ehr, nordöstlich des Ortes an der K 110 Lage       | 1908            | dreibogige Sandsteinquaderbrücke, 1908; Teil der Denkmalzone Hunsrückbahn | Fotos hochladen                |
| Kreuze               | Halsenbach, Ehrer Straße, auf dem Friedhof Lage    | 18. Jahrhundert | Kreuz, Basalt, barocker Korpus; Grabkreuz, Basalt, 1750 | Fotos hochladen                |
| Kirche St. Lambertus | Halsenbach, Hinter dem Rathaus 1 Lage              | 1758/59         | Saalbau, 1758/59, Architekt A. Seiz, Erweiterung 1835–38, nördliche Seitenschiffkapelle 1896, Wiederherstellung 1923, Erweiterung 1960–62, Architekt O. Vogel, Turm und Portal des Vorgängers, bezeichnet 1713; am Chor barocker Kruzifix; bauliche Gesamtanlage mit Pfarrhaus (Hinter dem Rathaus 2) | weitere Bilder Fotos hochladen |
| Kreuz                | Halsenbach, Hinter dem Rathaus, bei Nr. 2 Lage     | 18. Jahrhundert | Kreuz, Schmiedeeisen, 18. Jahrhundert | Fotos hochladen                |
| Eisenbahnbrücke      | Mermicherhof, westlich des Ortes an der K 112 Lage | um 1908         | steinerne Brücke der Hunsrückbahn, um 1908; Teil der Denkmalzone Hunsrückbahn | Fotos hochladen                |